# Карпатски ромски језик
Карпатски ромски језик, такође познат као централно–ромски, је група дијалеката ромског језика који се говори од јужне Пољске до Мађарске и од источне Аустрије до Украјине.
Северни централни ромски је једна од десетак главних дијалекатских група унутар ромског, индоаријског језика Европе. Њиме традиционално говоре неке подетничке групе ромског народа у Мађарској, Чешкој, Словачкој (са изузетком њених југозападних и јужно-централних региона), југоисточној Пољској, Закарпатској области и деловима румунске Трансилваније. Такође постоје успостављене имигрантске заједнице говорника северно-централних Рома у Сједињеним Америчким Државама, као и скорашње имигрантске заједнице у Уједињеном Краљевству, Ирској, Белгији и неким другим западноевропским земљама.

## Дијалекти
Класификација и примери дијалекта:
| Подгрупа | Дијалект        | Место                          |
| -------- | --------------- | ------------------------------ |
| Север    | Боемски         | Чешка (до геноцида над Ромима) |
|          | Западнословачки | Словачка                       |
|          | Источнословачки | Словачка, Чешка                |
|          | Јужнопољски     | Пољска                         |
| Гурвари  | Гурварски       | Мађарска                       |
| Југ      | Ромунгро        | Мађарска                       |
|          | Ромски          | Аустрија                       |
|          | Венд            | Мађарска, Словенија            |